# Ironstone Mountain
Ironstone Mountain är ett berg i Australien. Det ligger i regionen Meander Valley och delstaten Tasmanien, i den sydöstra delen av landet, omkring 150 kilometer nordväst om delstatshuvudstaden Hobart. Toppen på Ironstone Mountain är 1 443 meter över havet, eller 195 meter över den omgivande terrängen. Bredden vid basen är 9,5 km.
Trakten runt Ironstone Mountain är nära nog obefolkad, med mindre än två invånare per kvadratkilometer.. Närmaste större samhälle är Mole Creek, omkring 17 kilometer nordväst om Ironstone Mountain. 
I omgivningarna runt Ironstone Mountain växer i huvudsak städsegrön lövskog. Genomsnittlig årsnederbörd är 1 605 millimeter. Den regnigaste månaden är juli, med i genomsnitt 178 mm nederbörd, och den torraste är februari, med 73 mm nederbörd.